# Rasquera (kommun)
Rasquera är en kommun i Spanien.   Den ligger i provinsen Província de Tarragona och regionen Katalonien, i den östra delen av landet, 400 km öster om huvudstaden Madrid. Antalet invånare är 933. Arean är 51 kvadratkilometer. Rasquera gränsar till El Perelló, Ginestar, Tivissa, Tivenys, Benifallet och Miravet. 
Terrängen i Rasquera är kuperad åt sydväst, men åt nordost är den platt.